# Boughton (Northamptonshire)
Boughton es un pueblo y una parroquia civil del distrito de Daventry, en el condado de Northamptonshire (Inglaterra).

## Demografía
Según el censo de 2001, Boughton tenía 951 habitantes (459 varones y 492 mujeres). 203 (21,35%) de ellos eran menores de 16 años, 678 (71,29%) tenían entre 16 y 74, y 70 (7,36%) eran mayores de 74. La media de edad era de 39,44 años. De los 748 habitantes de 16 o más años, 151 (20,19%) estaban solteros, 535 (71,52%) casados, y 62 (8,29%) divorciados o viudos. 469 habitantes eran económicamente activos, 461 de ellos (98,29%) empleados y otros 8 (1,71%) desempleados. Había 15 hogares sin ocupar, 369 con residentes y 3 eran alojamientos vacacionales o segundas residencias.